# Nannacara
Nannacara (Gr.: „nanos“ = klein; „Acará“ Tupí-Guaraní-Ausdruck für Buntbarsche) ist eine aus vier Arten bestehende Gattung südamerikanischer Buntbarsche. Die Gattung kommt in Süßgewässern an der südamerikanischen Atlantikküste von der Mündung des Orinoko bis zur Amazonasmündung, im mittleren und oberen Rio Negro in Brasilien und in Guayana vor.

## Merkmale
Nannacara-Arten sind klein bleibende Buntbarsche und werden 4,5 bis knapp über zehn Zentimeter lang. Ihr Körper ähnelt dem der Buntbarschgattung Aequidens, ist seitlich aber wenig abgeflacht, nicht besonders hochrückig und von länglich, ovaler Form. Das Kopfprofil ist gerundet, das Maul endständig. Die Seitenlinie verläuft nah der langen Rückenflossenbasis. Rücken- und Afterflosse sind unbeschuppt. Die weichstrahligen Teile von Rücken- und Afterflosse sind, besonders bei den Männchen, ausgezogen und zugespitzt. Die Schwanzflosse hat 14 Flossenstrahlen, bei allen anderen Buntbarschen sind es 16. Männchen werden bedeutend größer als die Weibchen. Nannacara-Arten sind Höhlenbrüter.

## Arten und Verbreitung
- Glänzender Zwergbuntbarsch (Nannacara anomala Allgayer, 1983)
- Nannacara aureocephalus Allgayer, 1983
- Nannacara quadrispinae Staeck & Schindler, 2004
- Nannacara taenia Regan, 1912

Die Arten der Gattung Nannacara bewohnen hauptsächlich küstennahe Zuflüsse des Atlantik etwa von der Mündung des Amazonas bis westlich der Mündung des Orinoco. Neben den bereits beschriebene Arten sind noch mehrere unbeschriebene Formen bekannt, die noch keiner Art zugeordnet werden konnten. Die Verbreitung der einzelnen Formen ist noch immer unzureichend bekannt, da bisher noch keine großflächig systematischen Aufsammlungen durchgeführt oder ausgewertet worden sind.
Zwei weitere unter Nannacara beschriebene Arten, N. adoketa und N. bimaculata, unterscheiden sich in zahlreichen Merkmalen des Körperbaus, in grundlegenden Details der Brutpflege und im Zeichnungsmuster der Jungtiere deutlich von den übrigen Arten der Gattung. Dies stellten schon die Autoren der Erstbeschreibung explizit fest. Für beiden Arten wurde deshalb im Jahre 2006 die neue Gattung Ivanacara aufgestellt:
- Ivanacara adoketa (Kullander & Prada-Pedreros, 1993)
- Ivanacara bimaculata (Eigenmann, 1912)

Beide heute in die Gattung Ivanacara gestellten Arten bewohnen Flussgebiete innerhalb des südamerikanischen Kontinentes, nämlich im mittlern und oberen Einzug des brasilianischen Rio Negro (Ivanacara adoketa) und im Mittel- und Oberlauf des Essequibo (Ivanacara bimaculata). Ihre genauere Verbreitung ist ebenfalls unzureichend bekannt.